# Berliner Abendblatt
Das Berliner Abendblatt ist neben der Berliner Woche das führende wöchentliche Anzeigenblatt in Berlin und neben Einkaufaktuell eines der drei wesentlichen Trägermedien für die Sammelverteilung der wöchentlichen Prospekte von Einzelhandelsketten in Berlin.
Die Auflage von 1,46 Millionen Exemplaren (Stand Februar 2022) verteilt sich auf verschiedene Lokalausgaben innerhalb Berlins. Die Verteilung erfolgt jeweils zur Wochenmitte an erreichbare Berliner Haushalte in den „wirtschaftlich attraktiven Kerngebieten“.
Das Berliner Abendblatt gehörte bis 31. August 2021 zum Berliner Verlag, der auch die Berliner Zeitung herausgibt. Teilweise wurden ausgewählte redaktionelle Inhalte der Berliner Zeitung übernommen, eigene redaktionelle Beiträge berichteten über bezirkliche Themen, wobei die Senats- und Bezirkspolitik neutral bis in Einzelfragen kritisch begleitet wurde.
Im Juni 2021 teilte die Gewerkschaft ver.di mit, dass die Mitarbeiter am 28. Mai informiert wurden, dass das Blatt im August 2021 eingestellt wird. Dazu kam es aber nicht, denn Anfang August 2021 gab die EGRO-Mediengruppe bekannt, dass sie ab dem 1. September 2021 das Berliner Abendblatt übernehmen wird. Die wöchentliche Anzeigenzeitung solle wie gewohnt am Samstag erscheinen und sich dabei zunächst auf die ehemaligen Ost-Bezirke Berlins konzentrieren.

## Inhalt
Primäre Aufgabe dieses Blattes ist, wie bei Anzeigenzeitungen üblich, das Transportieren von zahlreichen eingelegten Werbeprospekten und Anzeigenwerbung. Dazwischen erscheinen kurze redaktionelle und stark bebilderte Beiträge zum Stadtgeschehen mit Fokus auf den Bereich der Lokalausgabe und die Senatstätigkeit, Veranstaltungshinweise, Advertorials und Unterhaltungsartikel (mit dpa-Material) insbesondere für die ältere Generation. Der Umfang besteht meist aus 8 oder 10 Seiten im Zeitungsformat.
Exemplarischer Inhalt anhand der Ausgabe Berlin-Pankow vom 2. Oktober 2020 mit Schwerpunkt „30 Jahre Wiedervereinigung“:
- 10 Seiten Zeitung (ca. 40 g), davon grob geschätzt
  - 3 Seiten redaktionelle Beiträge und Photos zur Deutschen Einheit, davon ca. 1 1⁄2 Seiten übernommene Texte u. a. von Gregor Gysi
  - 1 1⁄4 Seiten Advertorials/Unterhaltung (Medizin/Reisen)
  - 1⁄2 Seite Kleinanzeigen
  - 2 1⁄4 Seiten Werbung
  - 3 Seiten ganzseitige Werbung
- 8 beigelegte Prospekte von Einzelhändlern (ca. 300 g)

## Geschichte

Logo bis Mai 2019

Das Berliner Abendblatt erschien erstmals am 2. Oktober 1991, zunächst nur in den damaligen Ost-Berliner Bezirken Pankow/Weißensee, Mitte/Friedrichshain, Treptow/Köpenick sowie Marzahn/Hellersdorf. Noch im gleichen Monat folgten die Ausgaben Prenzlauer Berg und Lichtenberg/Hohenschönhausen. 1996 begann das Berliner Abendblatt im ehemaligen Westteil der Stadt mit den Ausgaben für Reinickendorf, Neukölln, Tempelhof, Spandau und Steglitz/Zehlendorf. Zwischen 1996 und 2001 kamen stetig weitere Lokalausgaben hinzu. Bis zur Übernahme durch die EGRO-Mediengruppe wurden 23 Ausgaben vertrieben, die in der lokalen Verbreitung ungefähr den 23 Berliner Bezirken vor der Verwaltungsreform im Jahr 2001 entsprachen.

### Erstausgaben in den Berliner Bezirken
| Datum               | Bezirk                                                                        |
| ------------------- | ----------------------------------------------------------------------------- |
| 1991, 2. Oktober    | Pankow/Weißensee, Mitte/Friedrichshain, Treptow/Köpenick, Marzahn/Hellersdorf |
| 1991, 30. Oktober   | Prenzlauer Berg, Lichtenberg/Hohenschönhausen                                 |
| 1996, 17. Juli      | Reinickendorf, Neukölln, Tempelhof                                            |
| 1996, 24. Juli      | Spandau                                                                       |
| 1996, 31. Juli      | Steglitz/Zehlendorf                                                           |
| 1998, 4. November   | Schöneberg                                                                    |
| 1999, 6. Januar     | Tiergarten                                                                    |
| 1999, 29. September | Charlottenburg                                                                |
| 2001, 21. November  | Kreuzberg                                                                     |
| 2005, 5. Januar     | Wilmersdorf                                                                   |

## Herausgeber
Die BVZ Anzeigenzeitungen GmbH ist ein Tochterunternehmen des Berliner Verlags. Zur wechselvollen Geschichte und den Eigentümern des früheren SED-Verlags seit dem Verkauf durch die PDS im Jahr 1990 siehe „Geschichte des Berliner Verlags“.
Im September 2019 wurde der Berliner Verlag von der Kölner Mediengruppe M. DuMont Schauberg überraschend an das Ehepaar Silke und Holger Friedrich verkauft, was im Nachgang heftig und kontrovers diskutiert wurde, später auch aufgrund der Enttarnung von Holger Friedrich als Stasi-IM „Peter Bernstein“ durch die Welt am Sonntag im November 2019.
Holger Friedrich ist seither auch Geschäftsführer der BVZ Anzeigenzeitungen GmbH.
Zum 1. September 2021 erfolgte die Übernahme durch die EGRO-Mediengruppe.

## Standort
Als Tochterunternehmen des Berliner Verlags hatte die BVZ Anzeigenzeitungen GmbH ihren Sitz im Haus des Berliner Verlages in der Karl-Liebknecht-Straße am Alexanderplatz. Im April 2017 erfolgte der Umzug in das vom Berliner Verlag neu gebaute Feratti-Gebäude in der Alten Jakobstraße 105 in Kreuzberg, dem neuen Sitz des Berliner Verlags im historischen Zeitungsviertel zwischen Spittelmarkt und Axel-Springer-Haus.